# Luboš Kovář
Luboš Kovář (Planá, 10 novembre 2000) è un cestista ceco.

## Palmarès
- Campionato ceco: 2

ČEZ Nymburk: 2020-21, 2021-22
- Coppa della Repubblica Ceca: 1

ČEZ Nymburk: 2021